# منتخب هايتي لكرة الصالات
منتخب هايتي لكرة الصالات هو ممثل هايتي الرسمي في المنافسات الدولية في كرة الصالات
.